# SnowRunner
SnowRunner je terénní simulační videohra z roku 2020, kterou vyvinula společnost Saber Interactive a vydala společnost Focus Home Interactive. Ve hře SnowRunner hráč ovládá terénní vozidla, která projíždějí mezi jednotlivými lokacemi a plní úkoly. V návaznosti na hru Spintires a pokračování verze MudRunner byla hra v srpnu 2018 oznámena jako MudRunner 2. Společnosti Focus Home a Saber Interactive se rozhodly titul o rok později znovu vydat jako SnowRunner. Hra obsahuje více než 60 různých vozidel a více než 15 sandboxových lokací.

## Hratelnost
SnowRunner je terénní simulace v otevřeném světě, ve které je úkolem hráče dopravit náklad na různá místa a přitom projíždět drsným terénem. Hra má systém poškození, zobrazený  prostřednictvím uživatelského rozhraní (UI), kdy každý naráz snižuje výdrž komponentu a s tím i jeho funkčnost, spolu s mírným vizuálním poškozením. Každý z regionů hry se odehrává po různých katastrofách, z nichž některé jsou přírodní, jako například záplavy, jiné způsobené člověkem, jako například prasknutí potrubí. Jak hráč postupuje plněním určitých misí, vydělává peníze, které pak může utratit buď za vylepšení svých současných vozidel, nebo za koupení jiného vozidla. Obojí hráči obvykle usnadňuje překonávání obtížného terénu hry. Po cestě může hráč narazit na nepovinné časově omezené mise, v nichž se odměna za jejich splnění zlepšuje tím více, čím rychleji je hráč splní. Každý region má svůj vlastní "příběh", který se k němu váže a který obvykle spočívá v tom, že hráč opravuje škody způsobené katastrofou, k níž v regionu došlo. Hra také obsahuje kombinaci estetických a mechanických úprav, od jednoduché změny barvy hráčova vozidla až po změnu typu pneumatik na vozidle nebo instalaci nástavce na rám. Mechanické změny obvykle pomáhají hráči při plnění misí, obvykle však vyžadují, aby hráč dosáhl určité úrovně, než je bude moci zakoupit a nainstalovat, nebo aby je nalezl průzkumem světa. Hra obsahuje stahovatelný obsah (DLC), který se pohybuje od jednoduchých balíčků skinů až po rozšíření celých map a nových vozidel (například Tatra Pack).

## Příjem
Hra získala "obecně pozitivní" recenze podle webu Metacritic, který agreguje recenze médií, a to na všech třech platformách, na kterých byla vydána. Někteří kritici chválili vizuální stránku a tempo hry. Hry se do července 2020 prodalo více než milion kopií. Do května 2021 se prodalo více než 2 miliony kopií.